# Maria Gruber
Maria Gruber (ur. 16 maja 1923) – austriacka lekkoatletka specjalizująca się w biegach średniodystansowych.
Mistrzyni kraju w biegu na 800 metrów (1947).
Dwukrotna rekordzistka Austrii w biegu na 800 metrów (2:22,2 w 1947 oraz 2:21,0 w 1947).